# Fuga dal Bronx
Fuga dal Bronx è un film del 1983 diretto da Enzo G. Castellari, sequel di 1990 - I guerrieri del Bronx.
Assieme a I nuovi barbari girato dal regista nello stesso anno, si inserisce sulla scia del genere postapocalittico, cui era massimo esempio il recente 1997: Fuga da New York (1981) e sul mito dell'anarchia e della violenza nei ghetti metropolitani, come ne I guerrieri della notte (1979) di Walter Hill.

## Trama
In un Bronx post-apocalittico, una multinazionale diretta da alcuni importanti politici intende trasformare l'intero quartiere in un complesso residenziale e commerciale futuristico; per questo ha bisogno di convincere gli abitanti a lasciare le loro case per trasferirsi nel Nuovo Messico. Tuttavia Trash, il giovane capo di una gang di teppisti, riesce a convincere la gente che è meglio restare nel Bronx perché lui afferma che non c'è nessun piano di ricollocazione nel New Mexico, verranno deportati e basta. Di quest'idea sono anche i componenti delle poche bande rimaste.
La multinazionale, che non ha molto tempo a disposizione, manda allora nel quartiere un battaglione di "Sterminatori" dotati di lanciafiamme, comandati da un uomo senza scrupoli di nome Floyd Wangler, un mercenario corrotto, dittatore e assassino. Ufficialmente le truppe sono dei "Disinfectors" recatisi nell'area per bonificarla da eventuali epidemie, ma in realtà il loro vero fine è costringere i residenti ad evacuare il quartiere, a qualsiasi costo.
Trash ha l'abitudine di svaligiare dei depositi di munizioni per poi rivenderle alle bande che si trovano in una base sotterranea agli ordini di Doblòn, il Capo dei Capi dei teppisti. Trash, pur accusando Doblòn di essersi arreso troppo presto, in realtà non affronta i Disinfectors direttamente almeno fino a quando non va a trovare i suoi genitori e li trova uccisi. allora decide di entrare in azione e tende delle imboscate ai Disinfectors annientando alcune squadre. Wangler allora convoca tutti  i capi delle squadre Disinfectors e dà l'ordine tassativo di scovare Trash e ucciderlo immediatamente poiché è troppo coraggioso, ha il carisma per riunire i resti delle gang sotto un nuovo e unico comando.
Nonostante questa operazione condotta illegalmente da Wangler sia del tutto segreta, viene informata dei fatti Moon Gray, una giornalista nata nel Bronx dove ha ancora molti dei suoi amici.  Adirata per quei fatti, Moon Gray irrompe durante la conferenza che spiega il progetto di riconversione del Bronx e, urlando verso i due responsabili della multinazionale, Clarke e Hoffman, li accusa di nascondere i metodi che stanno utilizzando; che i cittadini non si stanno allontanando volontariamente dal Bronx ma c'è in atto una specie di deportazione condotta da mercenari agli ordini di Floyd Wangler, un terrorista. Allora Hoffman ordina alla sicurezza di allontanare la giornalista dal salone e sia lui che Clarke smentiscono le insinuazioni di Moon Gray la quale però riesce nel suo intento poiché parte della stampa inizia a incalzare sia Clarke che Hoffman.
La giornalista incontra casualmente Trash dopo che entrambi si sono trovati in fuga dopo l'ennesima imboscata di Trash ai Disinfectors, azione che Moon stava documentando come reporter. Trovatisi insieme a scappare, Moon suggerisce a Trash di riunire tutte le bande del Bronx; quindi, insieme, si dirigono nell'area sotterranea dove sono rintanati Doblòn e i suoi, poiché ora non c'è nessun'altra scelta, il messaggio di Wangler è stato chiaro: "lasciare il Bronx o essere sterminati".
Doblòn però accoglie con scetticismo il catastrofismo di Trash e della giornalista perché. lui sostiene che Wangler e i Disinfectors prima o poi si stancheranno e se ne andranno ma, quando viene informato del tentativo di alcuni Disinfectors  di scendere nei sotterranei, si rende conto che la giornalista e Trash hanno ragione. Il problema diventa come reagire: l'esercito di Wangler è più forte e meglio armato.
La Gray suggerisce allora di rapire il presidente della Manhattan Corporation, il signor Clarke, esigendo la tregua come riscatto. Per altro Doblòn è stato informato che Clarke presenzierà ad una inaugurazione proprio nel Bronx ma sarà circondato da una notevole forza di sicurezza. Non resta che chiedere aiuto a "Crazy Strike", un veterano delle rapine e dei rapimenti: l'unico che, conoscendo ogni centimetro dei sotterranei del Bronx, è capace di apparire e scomparire a suo piacimento. Un uomo estremamente in gamba e inafferrabile, ma dotato di un bruttissimo carattere. Trash e Moon si mettono sulle sue tracce: è l'unico che può salvarli e alla fine riescono a incontrarlo e, dopo una iniziale titubanza, l'uomo accetta di affiancarli a patto che venga con loro pure Junior, il giovanissimo figlio di Crazy Strike, già da piccolo molto esperto in esplosivi. Mentre i due uomini, il ragazzino  e la donna attraversano la città fra sottopassaggi, fogne e tunnel sotterranei, il piccolo Junior piazza cariche di esplosivo dove ritiene di farlo. Giunti sotto la zona dove Clarke ed il Governatore dello Stato di NY inaugureranno un grande complesso sanitario pediatrico, i tre adulti salgono in superficie lasciando Junior di guardia ai sottopassaggi ma si accorgono che il sistema di sicurezza a difesa dell'evento è ben dispiegato e servirebbe un diversivo per distrarre il sistema di guardia; allora Moon prende in mano la situazione e tenta di distrarre il cordone di sicurezza sbucando al lato della troupe giornalistica a seguito del Governatore e  mettendosi ad accusare lui e Clarke di dire bugie alla gente riguardo a ciò che sta accadendo nel Bronx. Clarke chiede al Governatore di fermarla a tutti i costi quindi un uomo della sicurezza spara a Moon Gray uccidendola e facendo credere che la donna stava per sparare a Clarke, gli altri giornalisti vengono allontanati con la forza e un uomo del Governatore mette una pistola addosso a Moon per rendere credibile la versione della legittima difesa. Moon Gray è uccisa ma riesce lo stesso nel suo intento, infatti si crea un caos e un fuggi fuggi che coglie di sorpresa Clarke il, quale, per puro caso, si appoggia a una vecchia porta di legno dietro alla quale si è casualmente nascosto Trash. Il direttore della multinazionale è allora costretto con la forza da Trash a seguirlo. Quindi Trash, Strike e l'ostaggio si riuniscono a Junior e tornano indietro coperti dagli esplosivi piazzati che impediscono a chiunque di seguirli. Così raggiungono la base di Doblòn e della resistenza per organizzare il ricatto.
Il cinico vice di Clarke, Mr Hoffman nel frattempo si convince che è meglio attaccare con delle armi chimiche la base sotterranea; così eliminerebbe la resistenza e pure lo stesso Clarke che lui mal sopporta e che vuole scalzare dal potere. Wangler si occupa personalmente di sterminare tutti con le armi chimiche ma gli uomini della resistenza riescono a salire in superficie guidati da Strike in tempo utile, evitando il gas e portando dietro delle armi. Il quartiere diventa un campo aperto di battaglia: alla fine i sopravvissuti a quelle poche ore di guerra saranno solo Strike, Trash e il piccolo Junior.  Il bambino chiede a Strike, suo padre, di tornare nel sottosuolo perché secondo lui la superficie non è ospitale. Strike gli dà ragione e i due, padre e figlio, invitano Trash a seguirli ma lui li saluta e va per la sua strada.

## Produzione
Il film venne girato frettolosamente diciotto mesi dopo 1990 - I guerrieri del Bronx, Castellari si disse contrariato da quanta massa muscolare avesse perso Mark Gregory tra i due film, e fu per questo motivo che l'attore indossa un giubbotto nel 90% delle scene.
Le riprese si svolsero tra New York e Cinecittà.

## Accoglienza

### Critica
(Fantafilm)

### Lascito
Assurto allo status di cult, al film e al suo predecessore 1990 - I guerrieri del Bronx, nel 2004 è stato dedicato un sito internet gestito dai fan. Il sito web contiene due interviste ad Enzo G. Castellari e dettagli sulla ricerca dell'attore protagonista Mark Gregory (Trash) ritiratosi a vita privata dopo il 1989. Presente inoltre un messaggio in formato MP3 (in italiano) da parte di Enzo e di suo figlio Andrea indirizzato a Mark con la richiesta di contattarli. Il sito è stato aggiornato nel 2022 con l'informazione che Roberto Zanni aveva rivelato che Gregory si era suicidato il 31 gennaio 2013.